# Паварана
Паварана (санскрит: Pravāraṇā) — буддийский священный день, отмечаемый в полнолуние Аашвина лунного месяца. Это знаменует конец 3-х лунных месяцев Васса, иногда называемого «буддийским постом». Этот день отмечается в некоторых азиатских странах, где практикуется буддизм Тхеравады. В этот день каждый монах (пали: бхиккху) должен предстать перед сообществом монахов (Сангха) и искупить проступок, который он мог совершить во время Вассы.
Буддисты Махаяны также соблюдают Вассу, многие монахи сон / Тхиен в Корее и Вьетнаме соблюдают эквивалентный трехмесячный ретрит интенсивной практики в одном месте.
В Индии, где зародился буддизм, длится трехмесячный сезон дождей. Согласно Винае (Махавагга, Четвёртая Кхандхака, раздел I), во времена Будды, однажды в этот сезон дождей, группа обычно странствующих монахов искала убежища, сожительствуя в резиденции. Чтобы свести к минимуму потенциальную междоусобицу при совместном проживании, монахи согласились хранить молчание в течение всех трех месяцев и согласовали невербальные способы раздачи милостыни.
После этого ретрита под дождем, когда Будда узнал о молчании монахов, он назвал такую меру «глупой». Вместо этого Будда учредил церемонию Паварана как средство разрешения потенциальных конфликтов и нарушений дисциплинарных правил (Патимоккха) во время сезона васса. Будда сказал:

"Я предписываю, о бхиккху, чтобы монахи, когда они закончили свою резиденцию васса, удерживали паварану друг с другом следующими тремя способами: тем, что [оскорбление] было замечено, или тем, что было услышано, или тем, что подозревается. . Таким образом, вы будете жить в согласии друг с другом, искупить свои проступки (которые вы совершили) и соблюдать правила дисциплины перед вашими глазами.
"И вы должны, о монахи, удерживать Паварану таким образом:
"Пусть ученый, компетентный монах провозгласит следующее шатти [движение] перед сангхой: " Пусть Самга, уважаемые господа, услышит меня. Сегодня день Павараны. Если Самга готова, пусть Самга удерживает Паварану ".
Затем позвольте старшему монаху поправить верхнюю одежду так, чтобы прикрыть одно плечо, присядьте на корточки, поднимите соединенные руки и скажите: "Я провозглашаю свою Паварану, друзья, перед Самгхой по тому, что было видно или по тому, что был услышан или подозреваемым; позвольте вам поговорить со мной, господа, из сострадания ко мне; если я увижу (оскорбление), я искуплю его. И во второй раз, и т. д. И за третий раз я произношу свою Паварану (и т. д., до), если я увижу (оскорбление), я искуплю его ".

Тогда пусть (каждый) младший монах поправит свою верхнюю одежду. . . . (и т. д.)
>Во всех храмах и монастырях проводятся обряды и церемонии, посвященные этому празднику, а также выходу из монашеской общины (Сангхи) тех, кто вступил в неё на период сезона дождей. В ночь полнолуния городские площади, улицы, дома, храмы и ступы освещаются горящими свечами, масляными лампадами и электрическими лампочками.